# Zippo

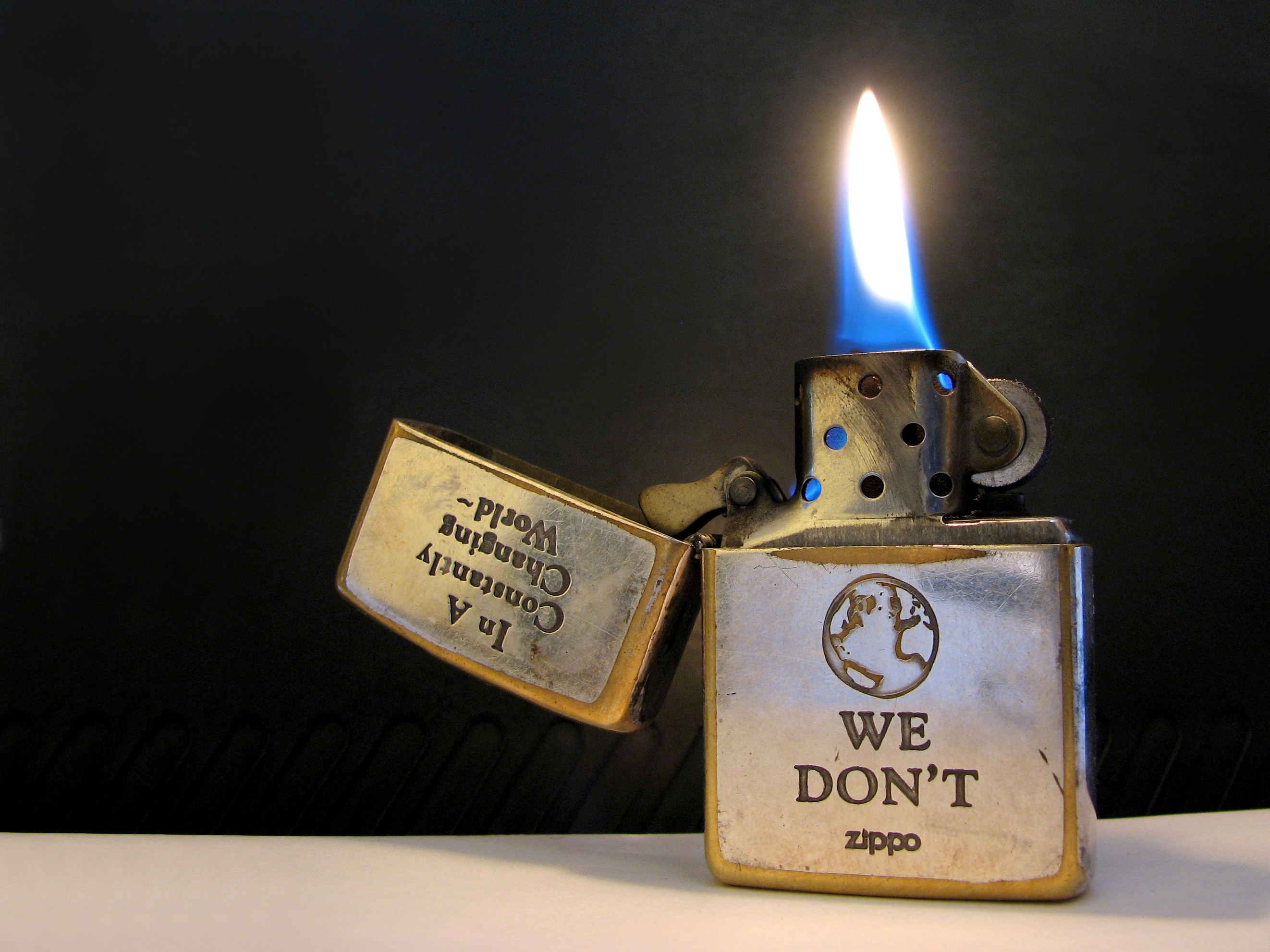
Zippo öngyújtó

A Zippo a Zippo Manufacturing Company újratölthető, szélálló, fém öngyújtóinak védjegye. A cég termékei hamar legendássá váltak, ezért ezeket sokan gyűjteni kezdték.

## Jellemzői
A Zippo öngyújtók általában téglatest alakúak, lenyíló tetővel (fej). A műanyag, eldobható öngyújtókkal ellentétben a Zippók benzin alapú öngyújtó-folyadékkal újratölthetőek. Az öngyújtó-folyadékot a tokból kihúzott belső részben lévő pamutra kell önteni, ami a kanóchoz csatlakozik. A kanóc meggyújtására szolgáló tűzkő is innen cserélhető. A szélállóság miatt nagyon nehéz elfújni az öngyújtót, eloltani a fej visszazárásával lehet, így az égéshez szükséges oxigén hiánya miatt alszik el a láng. A fej visszapattintása egyedi hanggal jár, ami a Zippók egyik jellemzője. A Zippo öngyújtókra a gyár örök garanciát vállal: ha elromlik egy Zippo, mindegy milyen régi, a gyár ingyen megjavítja vagy kicseréli. Ez a javítás illetve csere az USA-ban történik, ezért a postaköltség a tulajdonost terheli.

## A cég története
A Zippo Manufacturing Company-t George G. Blaisdell alapította, 1932-ben. A Cyklon nevű osztrák szélálló öngyújtó gyártási jogait szerezte meg, átalakította (téglatest forma és csulkópánttal kapcsolódó kupak), majd 1933-ban megkezdte a gyártást. Blaisdell szerette az akkoriban új találmány, a cipzár szó hangzását (angolul zipper), ezért adta új termékének a Zippo nevet. Az első öngyújtót 1,95 dollárért kezdte árulni.
Megbízhatóságuk és szélállóságuk miatt az amerikai hadseregben gyorsan népszerűek lettek. A második világháború alatt a króm és bronz hiánya miatt feketére festett acélból készültek. Ekkor a gyár teljes termelését az Európában harcoló csapatok kapták. A vietnámi háború alatt 200 000 Zippót szállítottak a katonáknak. Ezek különleges díszítést kaptak és ma is sok veterán féltve őrzött kincsei.
1933 óta több mint 400 millió Zippo öngyújtót gyártottak, néhány apróbb változtatást leszámítva az eredeti tervek alapján. A Zippók közben legendássá váltak, gyakran tűnnek fel hollywoodi filmekben is (például Ponyvaregény).
1962-től a cég más termékeket is gyártani kezdett: ma már kaphatók pénztárcák, zsebkések, íróeszközök, kulcstartók stb. is.

## Dátumozásuk

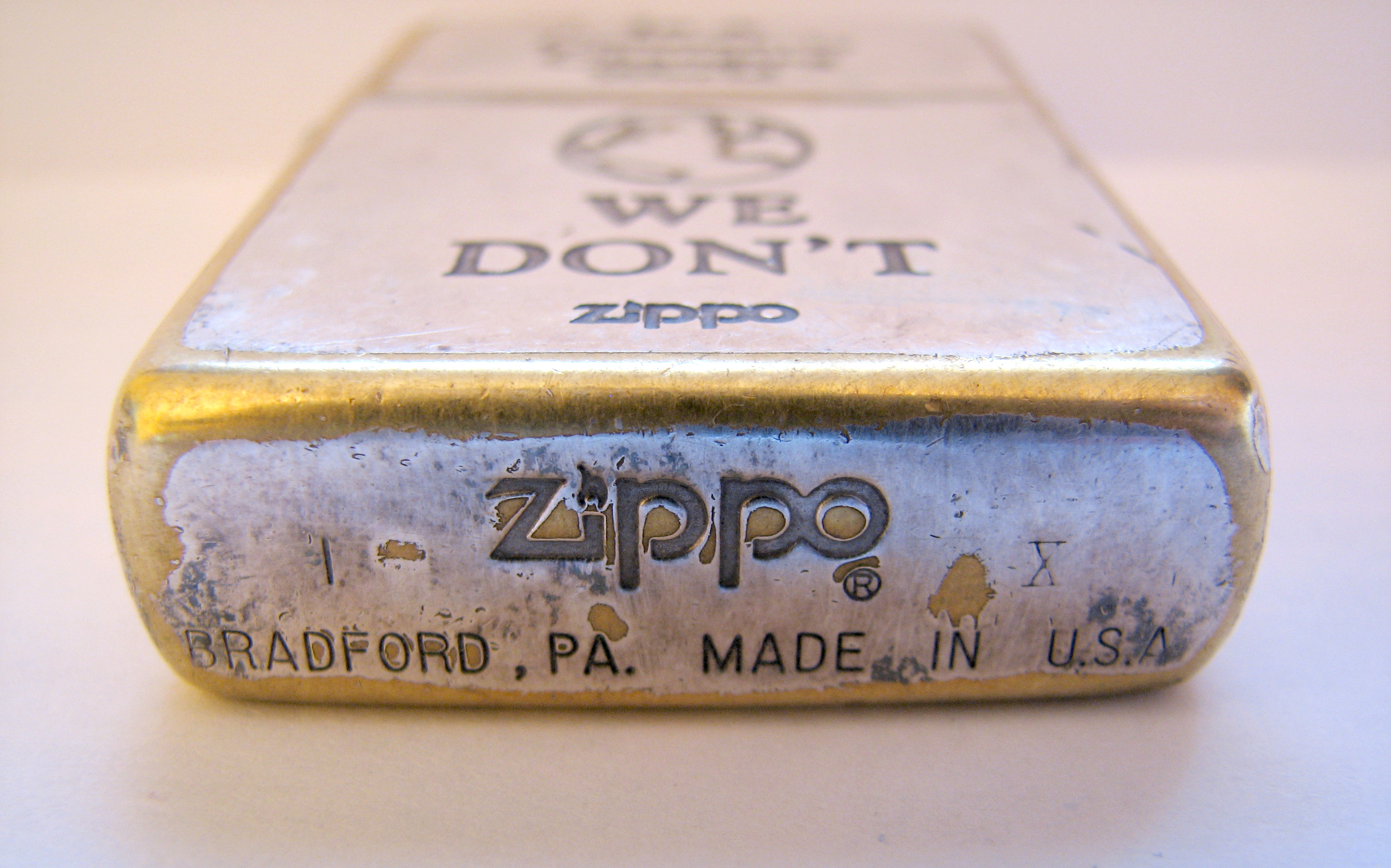
1994. szeptemberi Zippo

A Zippók gyártási idejét a talpon található jelölés alapján lehet megállapítani. 1932-1955-ig nem használtak külön jelölőkódot, csak a felirat szövegéből, elhelyezkedéséből, betűtípusából, lehet következtetni a gyártási időre. 1955-től pontokkal, 1966-1986-ig vonalakkal jelölték az öngyújtó gyártási évét. 1986-ban a gyár bevezette az ún. LOT kódokat: bal oldalon A-tól L-ig a hónapokat jelölik (A=január, B=február stb.), míg jobb oldalon a római szám az évet jelöli (1986=II). Tehát például az F XII kódolású öngyújtót 1996 júniusában gyártották. 2001-től a római számok helyett arab számokat használnak (tehát pl.: H 04 = 2004. augusztus).

## Trükkök
Sokan már szinte művészi szintre fejlesztették a Zippók kinyitásának és meggyújtásának a technikáját. A legelterjedtebb trükk, hogy a mutató- és középső ujjunkkal felülről, a hüvelykujjunkkal alulról fogjuk meg az öngyújtót, majd az ujjakat összenyomva és hátracsúsztatva a Zippo "magától" kinyílik. Szintén kedvelt trükk a már nyitott Zippo meggyújtása az ujjak csettintésével, ilyenkor a középső ujj forgatja a tűzkő-kereket, ami meggyújtja a kanócot. Bár a trükkök nem túl nehezek, azért elsajátításuk sok gyakorlást igényel.
A zippotricks.com honlapon több száz trükk részletes leírása volt olvasható, de az USA tűzvédelmi hatósága rávette a Zippót, hogy bezárja az oldalt, mert bátorítja a fiatalokat, hogy a tűzzel játsszanak. A gyár támogatása nélkül újraindult a honlap, https://web.archive.org/web/20110210104122/http://www.zippolightertricks.com/ címen.

## Külső hivatkozások
- http://www.zippo.hu
- http://www.zippo.com – A Zippo gyár honlapja
- https://web.archive.org/web/20100213083843/http://www.zippoclick.com/ – A Zippo gyűjtők hivatalos honlapja
- https://web.archive.org/web/20171105031258/http://ongyujto.com/
- http://www.zipponongyujto.blog.hu%5B%5D – magyar Zippo blog